# Crocq
Crocq là một xã và là thủ phủ tổng thuộc tỉnh Creuse trong vùng Nouvelle-Aquitaine nước  Pháp. Xã này nằm ở khu vực có độ cao trung bình 640 mét trên mực nước biển.

## Địa lý
Là một khu vực gồm các hồ, suối và nông trại, có cự ly khoảng 13 dặm (21 km) về phía đông nam của Aubusson tại giao lộ các tuyến đường D10, D28 và D996.
Sông Tardes tạo thành ranh giới đông bắc của xã.

## Dân số
| 1962                                                        | 1968 | 1975 | 1982 | 1990 | 1999 | 2005 |
| ----------------------------------------------------------- | ---- | ---- | ---- | ---- | ---- | ---- |
| 704                                                         | 746  | 844  | 834  | 674  | 546  | 506  |
| Số liệu điều tra dân số từ năm 1962 Dân số chỉ tính một lần |      |      |      |      |      |      |

## Địa điểm nổi bật

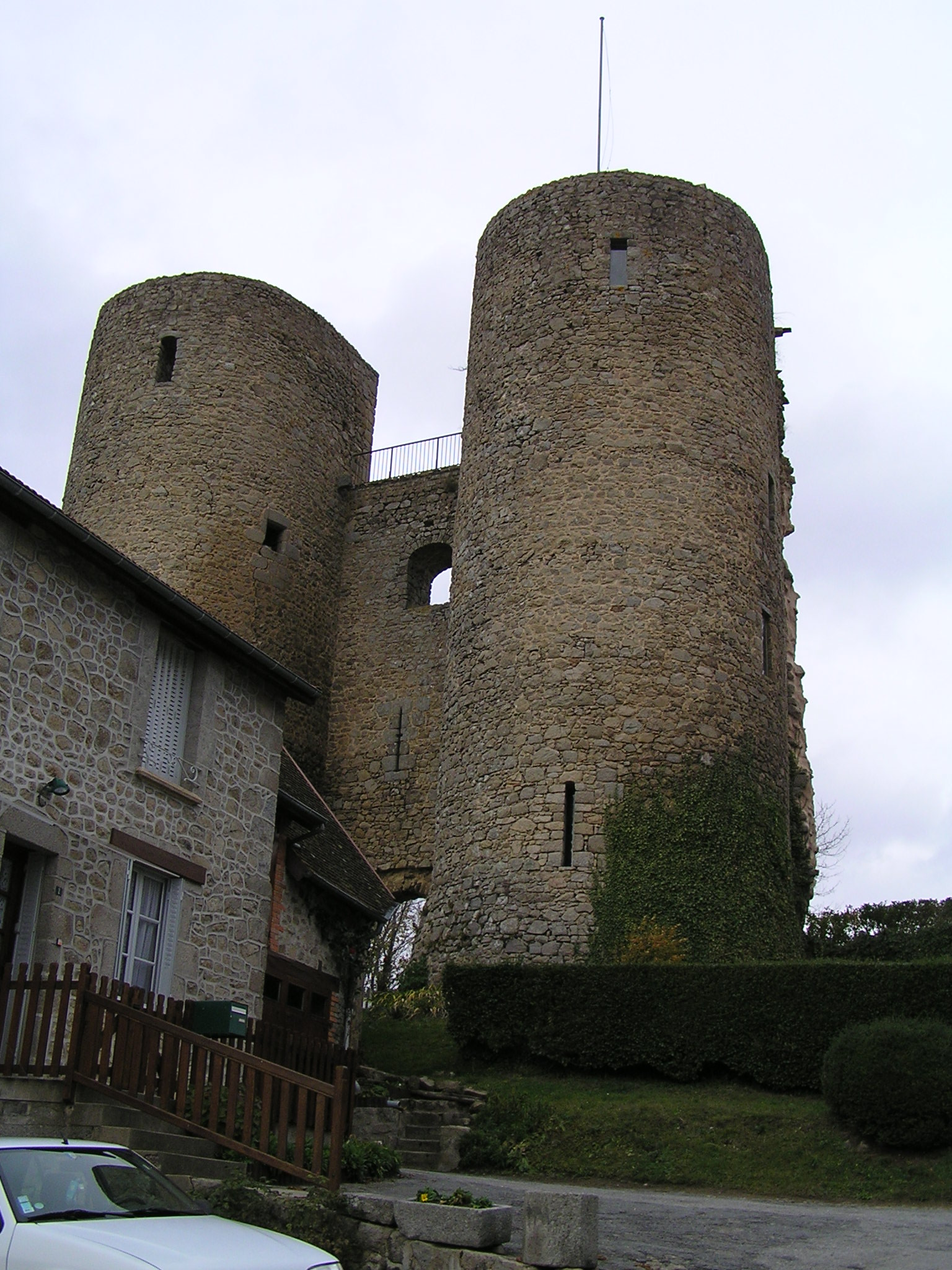
Lâu đài

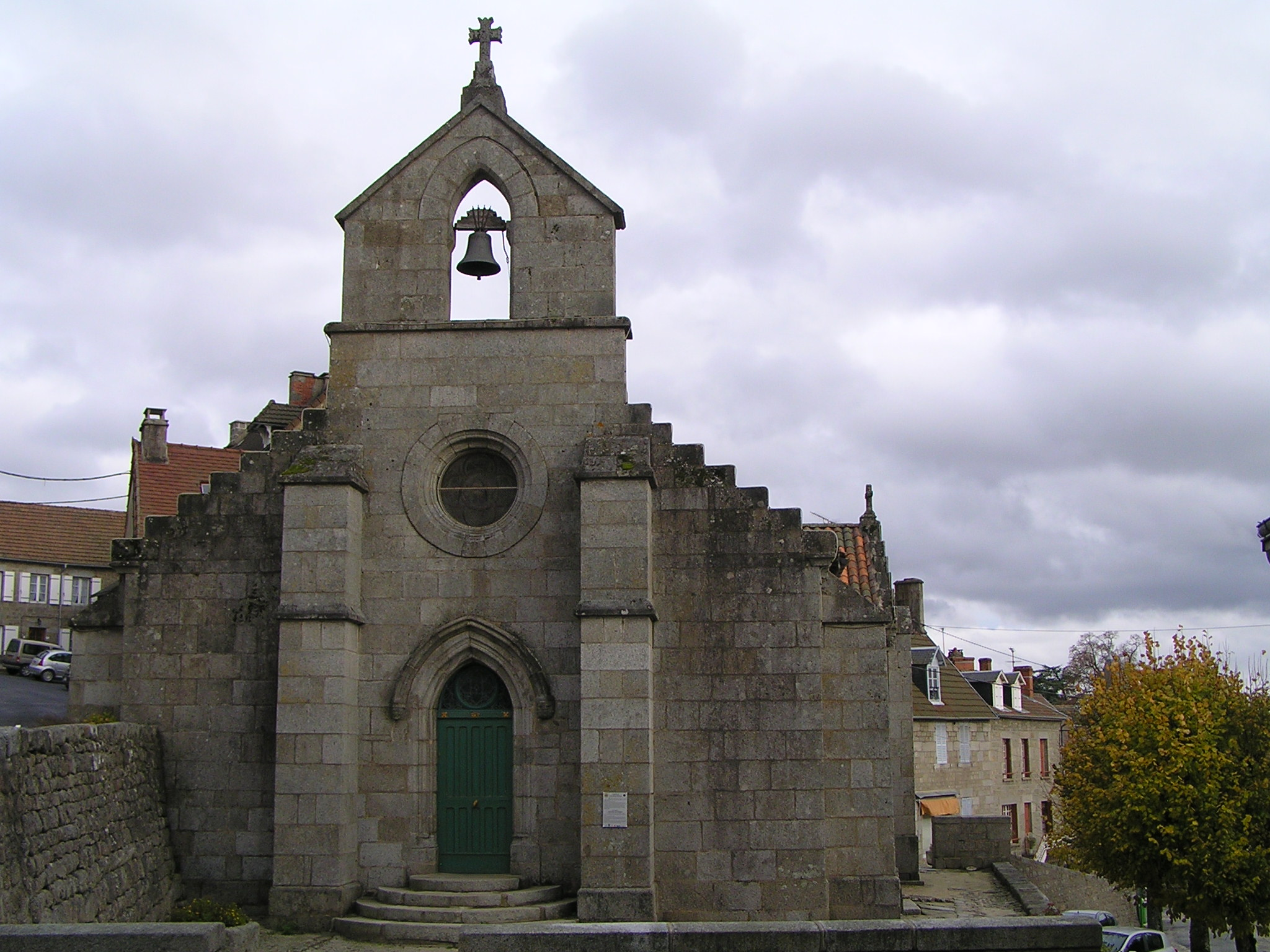
Nhà thờ

- Tháp chuông còn lại của lâu đài thế kỷ 12.
- Nhà thờ thế kỷ 13 St. John tại Montel-Guillaume.
- Nhà thờ thế kỷ 19 St. Eloi.
- Nhà thờ thế kỷ 12 Notre-Dame.